# 克拉克·凯洛格
小克拉克·克利夫顿·凯洛格（英語：Clark Clifton Kellogg Jr.，1961年7月2日—），美国NBA联盟前职业篮球运动员。他在1982年的NBA选秀中第1轮第8顺位被印第安纳步行者选中。